# 双Q克拉夫楚克多项式
双Q克拉夫楚克多项式是一个以基本超几何函数定义的正交多项式
{\displaystyle K_{n}(\lambda (x);c,N|q)=_{3}\Phi _{2}(q^{-n},q^{-x},cq^{x-N};q^{-N},0|q;q)}

## 关系式
- 令Q拉卡多项式中{\displaystyle a=b},{\displaystyle cq=q^{-N}} 即得双Q克拉夫楚克多项式
- 令双q哈恩多项式中{\displaystyle d=c\gamma ^{-1}q^{-N-1}},且{\displaystyle \gamma }→0,即得双Q克拉夫楚克多项式
- 令双Q克拉夫楚克多项式{\displaystyle c=1=p^{-1}},并令q→1,即得克拉夫楚克多项式

## 图集
|  |  |  |

|  |  |  |